# یوکی اتسو
یوکی اتسو (ژاپنی: 大津 祐樹؛ زادهٔ ۲۴ مارس ۱۹۹۰) یک بازیکن فوتبال اهل ژاپن است.

## تیم ملی
وی در تیم ملی فوتبال ژاپن بازی کرده است.